# Kietlin (wieś w województwie łódzkim)
Kietlin – wieś w Polsce, położona w województwie łódzkim, w powiecie radomszczańskim, w gminie Radomsko.

## Historia
Pierwsza wzmianka o miejscowości pochodzi z 1398 r. Była to wieś szlachecka. Pierwotnie zorganizowała się w rejonie dzisiejszych ulic Szkolnej i Leśnej oraz w pobliżu zbiornika wodnego, nieopodal którego znajdowały się zabudowania folwarczne.
Rozwój miejscowości nastąpił po parcelacji części majątku ziemskiego po powstaniu styczniowym, kiedy to nowo powstałe osadnictwo otrzymało nazwę Kolonia Kietlin. Pod koniec XIX wieku w Kietlinie było 30 domów i mieszkało 350 osób.
O ile podczas I wojny światowej Kietlin nie był zniszczony, o tyle znacznie ucierpiał we wrześniu 1939, kiedy to wkraczające oddziały niemieckie podpaliły zabudowania znajdujące się wzdłuż głównej ulicy.
Jest to miejsce urodzenia ks. dr. Władysława Chrzanowskiego (1886-1933), posła na Sejm Konstytucyjny II Rzeczypospolitej (1919-1922), działacza religijnego, społecznego, oświatowego, polonijnego i religijnego, profesora Seminarium Duchownego w Sandomierzu, autora kilkunastu publikacji, współorganizatora Polskiego Towarzystwa Turystyczno-Krajoznawczego w Ostrowcu Świętokrzyskim i Sandomierzu.
Także w Kietlinie urodził się Jan Chrzanowski (1892-1982), prof. medycyny, wykładowca Wojskowej Akademii Medycznej w Łodzi, oficer rezerwy WP, uczestnik wojny polsko-bolszewickiej, pochowany na miejscowym cmentarzu.
W latach 1954–1961 wieś należała i była siedzibą władz gromady Kietlin, po jej zniesieniu w gromadzie Radomsko. W latach 1975–1998 miejscowość administracyjnie należała do województwa piotrkowskiego.